# Сансовино, Андреа
Андреа Сансовино, Андреа даль Монте Сансовино, Андреа Контуччи дель Монте Сансовино (итал. Andrea dal Monte Sansovino, Andrea Contucci del Monte San Savino; ок. 1467, Монте-Сан-Савино — 1529, там же) — итальянский скульптор и архитектор периода Высокого Возрождения. Его учеником, взявшим его фамилию, был Якопо Сансовино.

## Биография и творчество
Андреа Контуччи был прозван Сансовино по месту своего рождения, городку Монте-Сан-Савино в Тоскане. По сообщению историографа Джорджо Вазари, когда Андреа был крестьянским мальчиком, пасшим скот, его встретил благородный флорентиец, который признал его талант, когда увидел, как он лепит фигурки животных из глины. Андреа Сансовино, которого обычно называли просто Сансовино, стал учеником флорентийского скульптора-литейщика Антонио Поллайоло, и также, по утверждению Вазари, обучался у Леонардо да Винчи.
Благодаря своим занятиям в садах Лоренцо Медичи Великолепного, наполненных образцовыми памятниками античной скульптуры, Сансовино вскоре занял заметное положение среди флорентийских художников.
Среди ранних произведений Сансовино известны терракотовое украшение алтаря церкви Санта-Агата в Монте-Сансовино со статуями святых Лаврентия, Себастьяна и Роха. В 1490 году Андреа работал над оформлением сакристии церкви Санто-Спирито во Флоренции, со статуями святых апостолов Иоанна и Матфея, младенца Христа и двух ангелов и несколькими барельефами («Благовещение», «Коронование Девы» и другими).
В 1491 году он входил в состав комиссии по рассмотрению планов фасада флорентийского Собора и состоял в гильдии мастеров по дереву.
Около 1491 года Сансовино был приглашен португальским королём Жуаном в Лиссабон, где провёл девять лет, занимаясь разными работами, построил Королевский дворец, выполнил резной деревянный алтарь с фигурами апостолов и пророков, а также терракотовый рельеф «Победа над сарацинами» в монастыре святого Марка, в Коимбре.
Вернувшись во Флоренцию в 1500 году, он начал работать над мраморной скульптурной группой «Крещение Христа» над восточным порталом Флорентийского Баптистерия. Именно эта работа, уникальная по благородству формы и выразительности, принесла ему широкую известность, но Андреа не завершил её, поскольку был отвлечён заказом на создание статуй Мадонны и Иоанна Крестителя для Собора Святого Лаврентия в Генуе.
Эти произведения Андреа Сансовино наглядно демонстрируют переход от искусства кватроченто к эстетике Высокого Возрождения. В 1505 году папа Юлий II пригласил Сансовино в Рим для сооружения надгробных памятников кардиналам Джироламо делла Ровере и Асканио Сфорца в хоре церкви Санта-Мария-дель-Пополо. Эффектное использование мотива триумфальной арки и поза сна, в которой изображены покойные, сразили современников своей смелостью и новизной. В 1512 году Сансовино создал мраморную группу Святой Анны и Девы Марии с младенцем Христом на руках для римской церкви Сант-Агостино.
Одной из последних работ Сансовино было украшение по поручению папы Льва X «Святого дома» в Лорето статуями пророков и сивилл в нишах и рядом барельефов, изображающих эпизоды из жития Девы Марии и Христа (1513—1528). Из этих скульптур самим Сансовино были созданы только статуя пророка Иеремии и барельеф «Благовещение», а прочие выполнены по его моделям и рисункам другими художниками.
Скульптура Сансовино на протяжении всего XVI века служила образцом для мастеров, которые не разделяли увлечения титаническими формами и экспрессивной пластикой произведений Микеланджело Буонарроти. Произведения Сансовино, которого именовали «Рафаэлем от скульптуры», составляют «идиллическое течение» скульптуры флорентийской школы эпохи Возрождения. Однако в поздних произведениях, алтарях и надгробиях, он был близок новациям стиля барокко.
У Андреа Сансовино было много учеников, среди них Якопо Татти, который в честь своего учителя принял фамилию «Сансовино», и Джованни-Анжело Монторсоли.

## Галерея

Крещение Христа. Скульптурная группа над восточным порталом Флорентийского Баптистерия. 1502
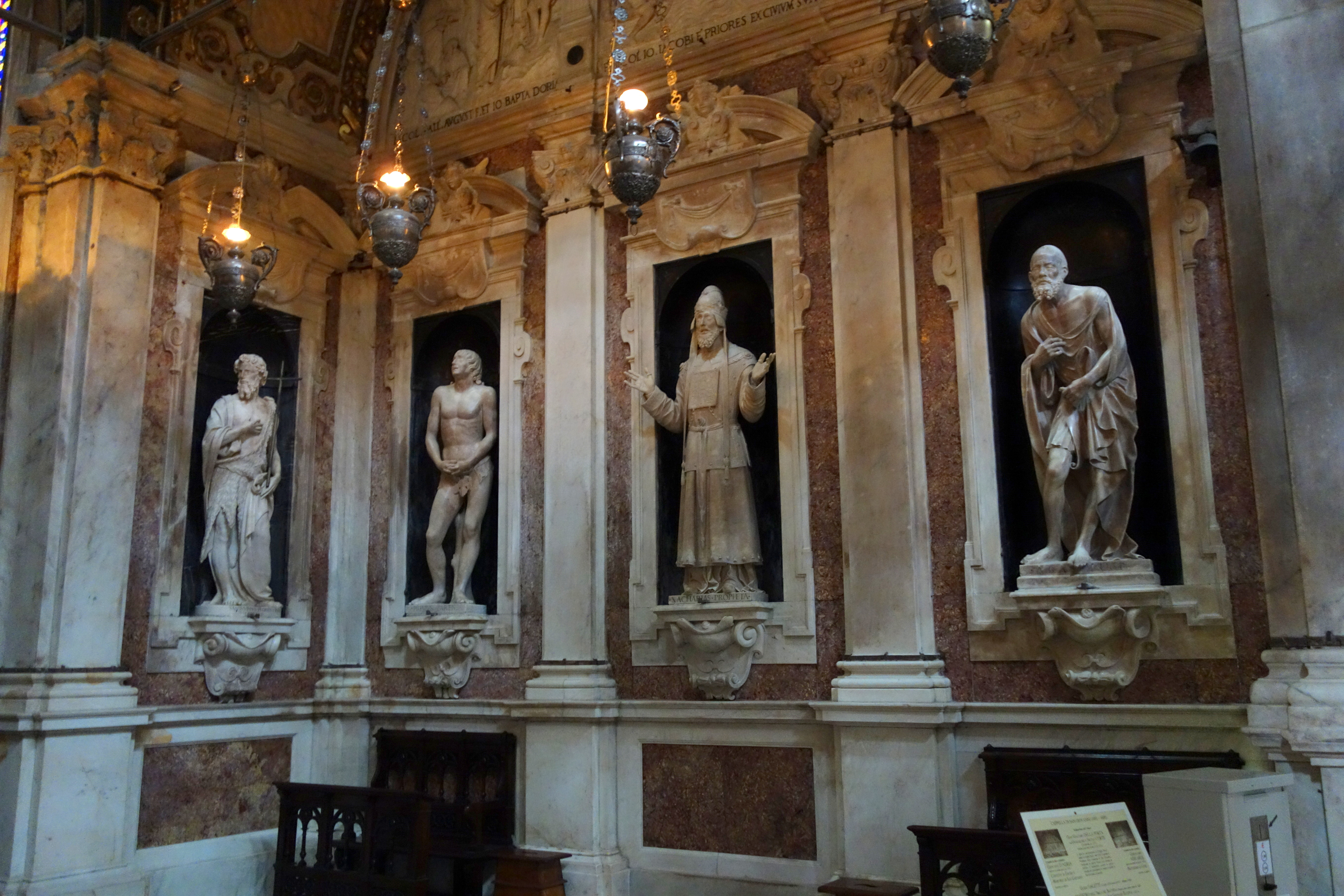
Сакристия Собора Святого Лаврентия в Генуе. Статуя Иоанна Крестителя (слева) работы Андреа Сансовино. 1510-е гг.
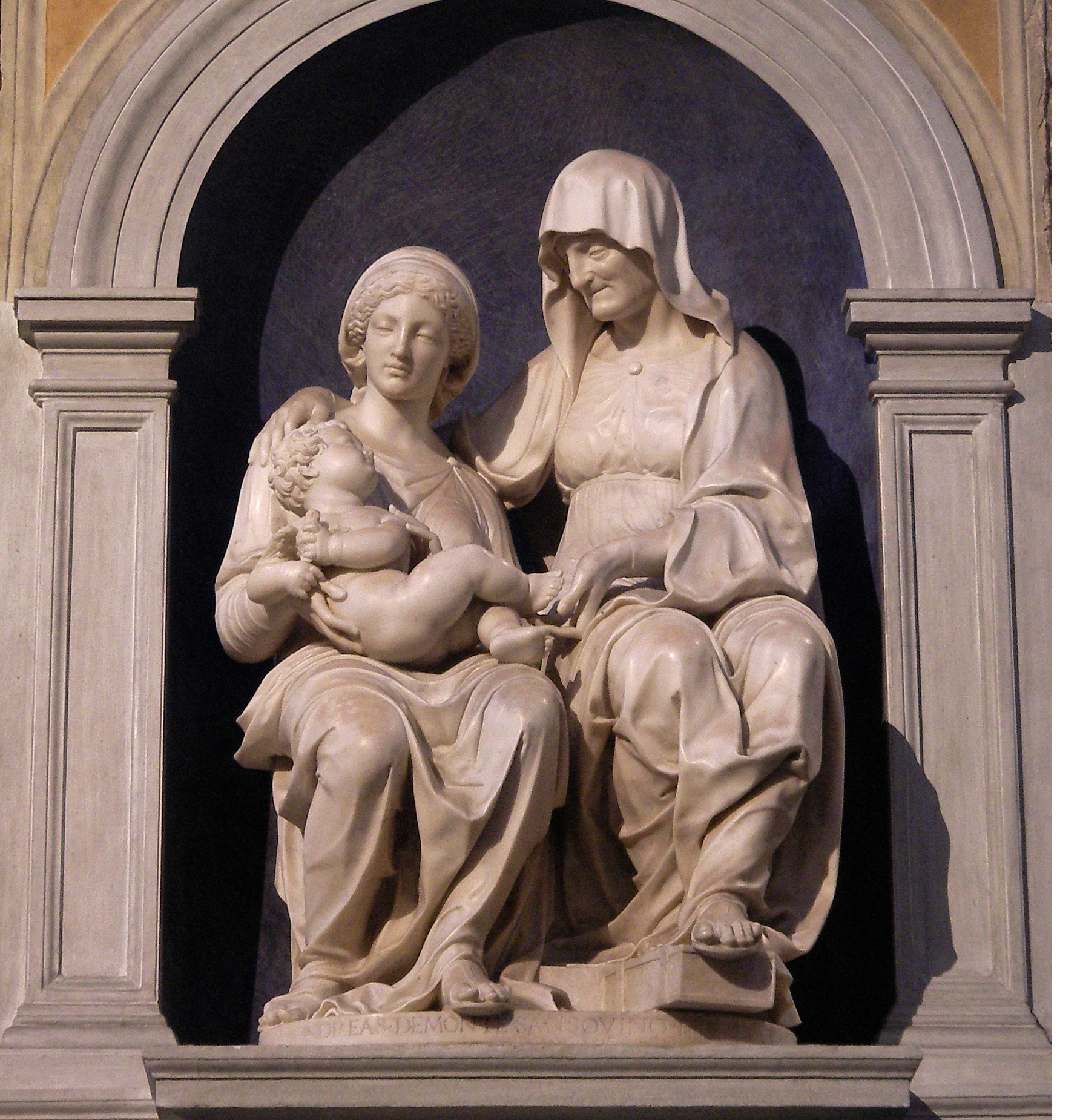
Мадонна с Младенцем и Святая Анна. 1512. Церковь Сант-Агостино, Рим
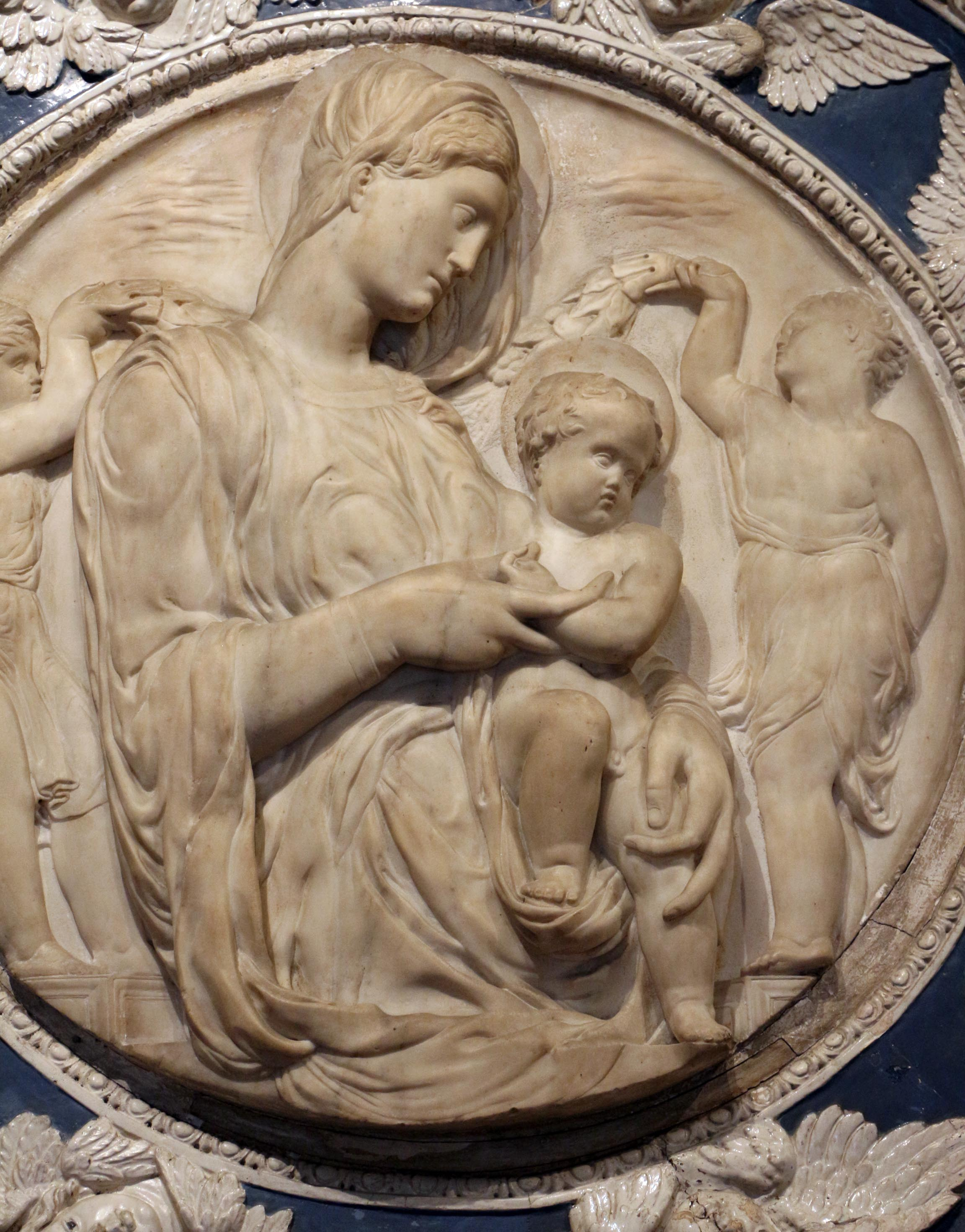
Мадонна с Младенцем (обрамление тондо: мастерская делла Роббиа. 1490-1515. Майолика)
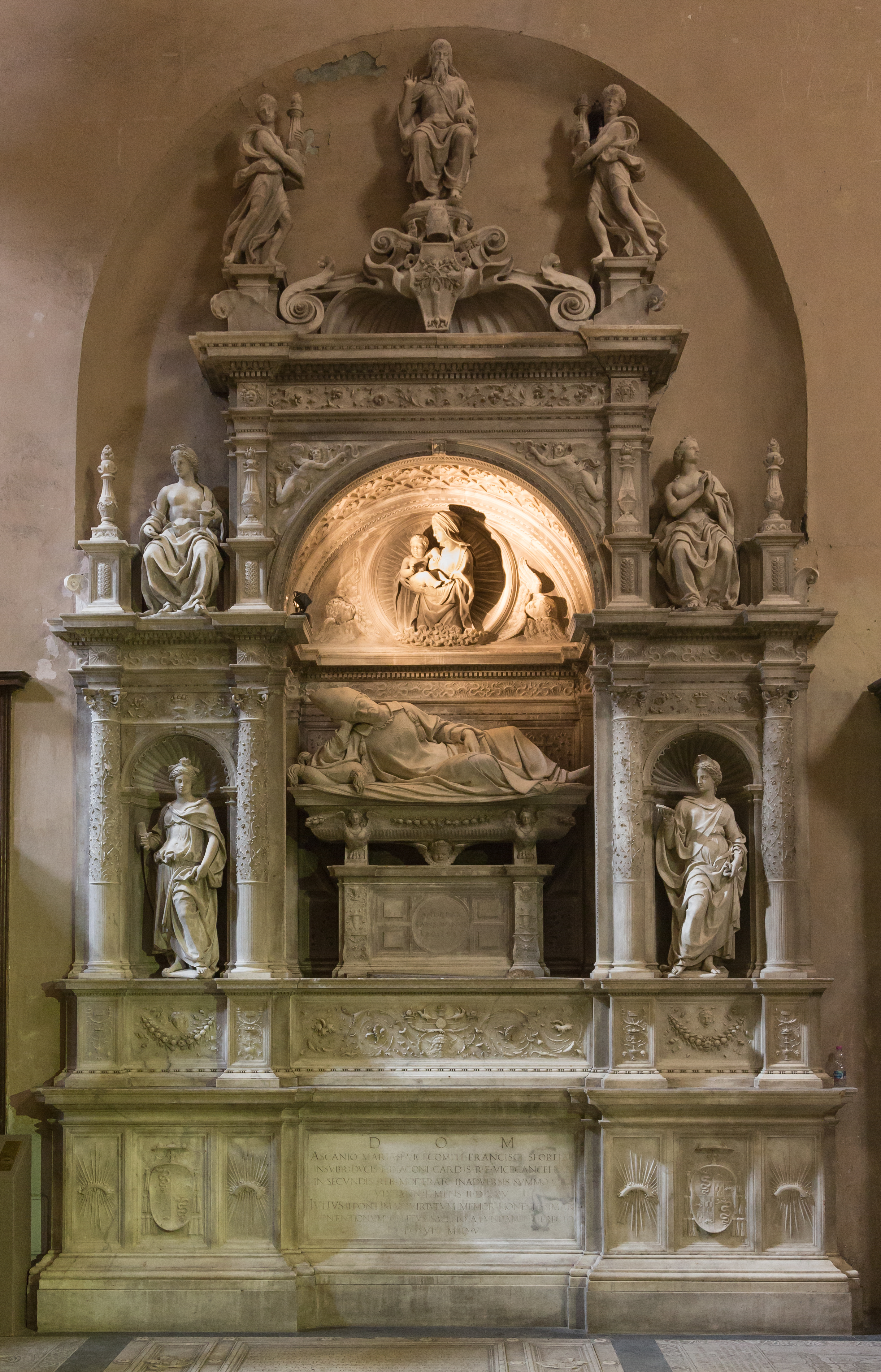
Надгробие кардинала Асканио Сфорца. 1505. Церковь Санта-Мария-дель-Пополо, Рим
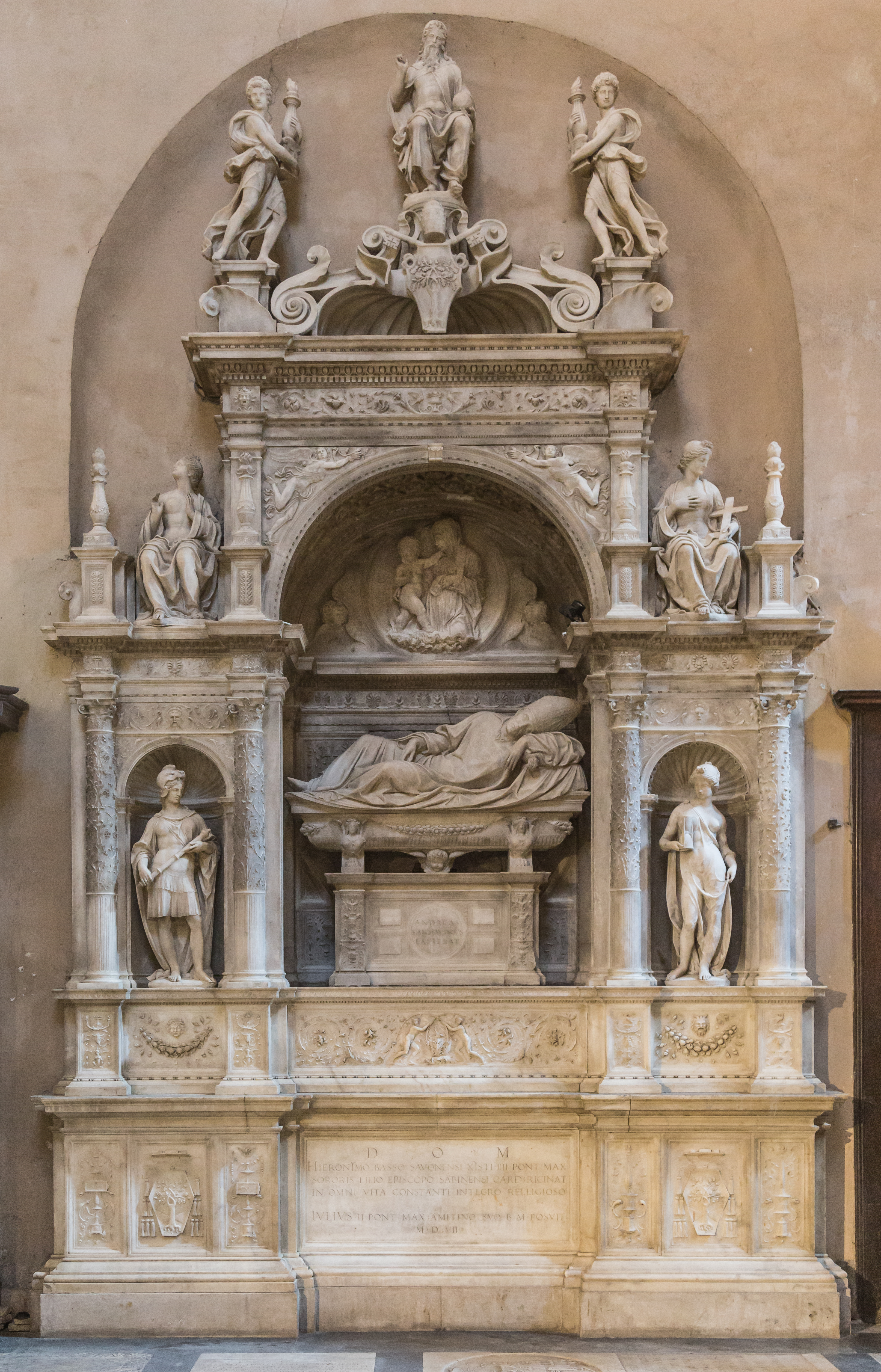
Надгробие кардинала Джироламо делла Ровере. 1505. Церковь Санта-Мария-дель-Пополо, Рим
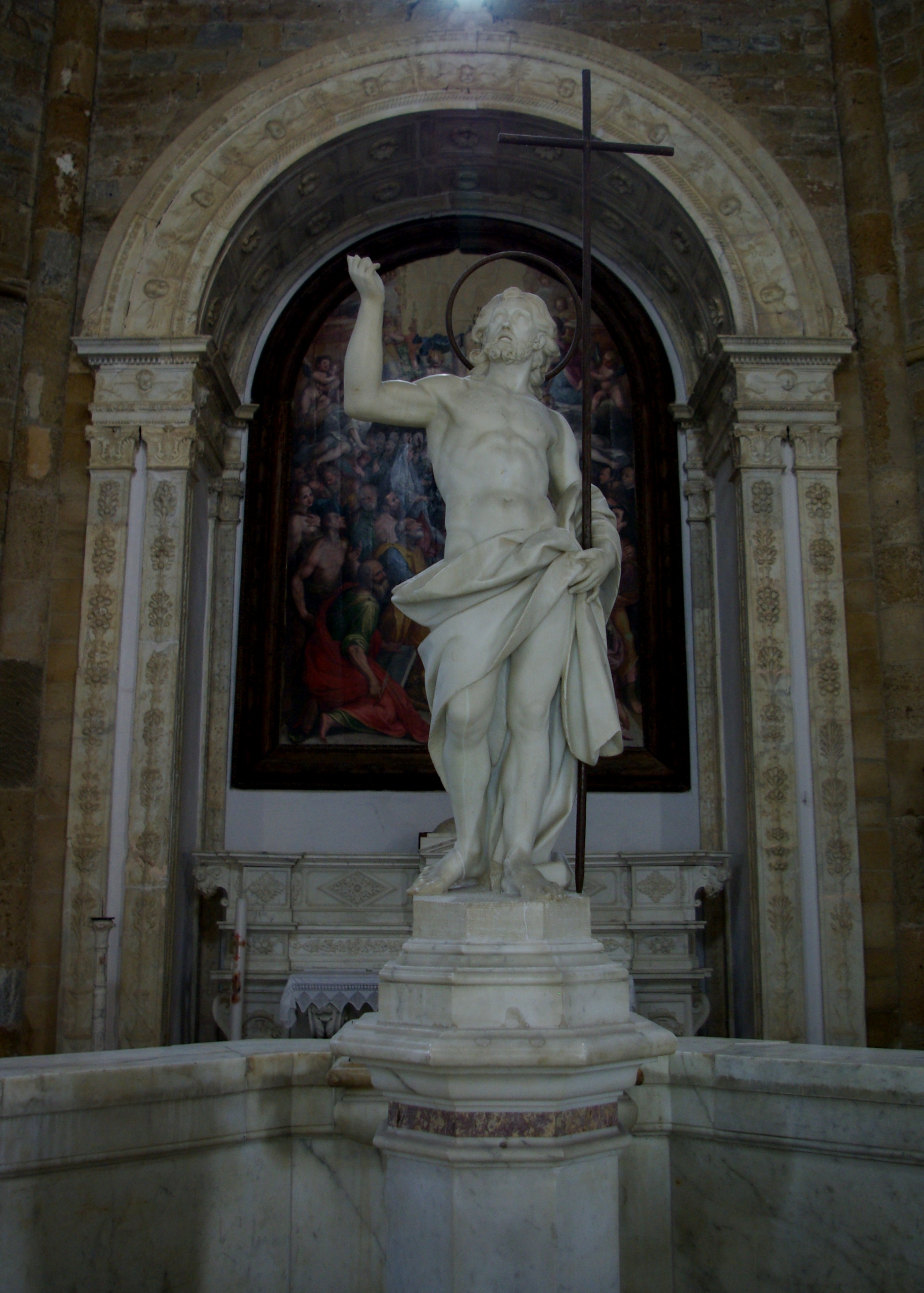
Статуя Иоанна Крестителя. Баптистерий в Вольтерре
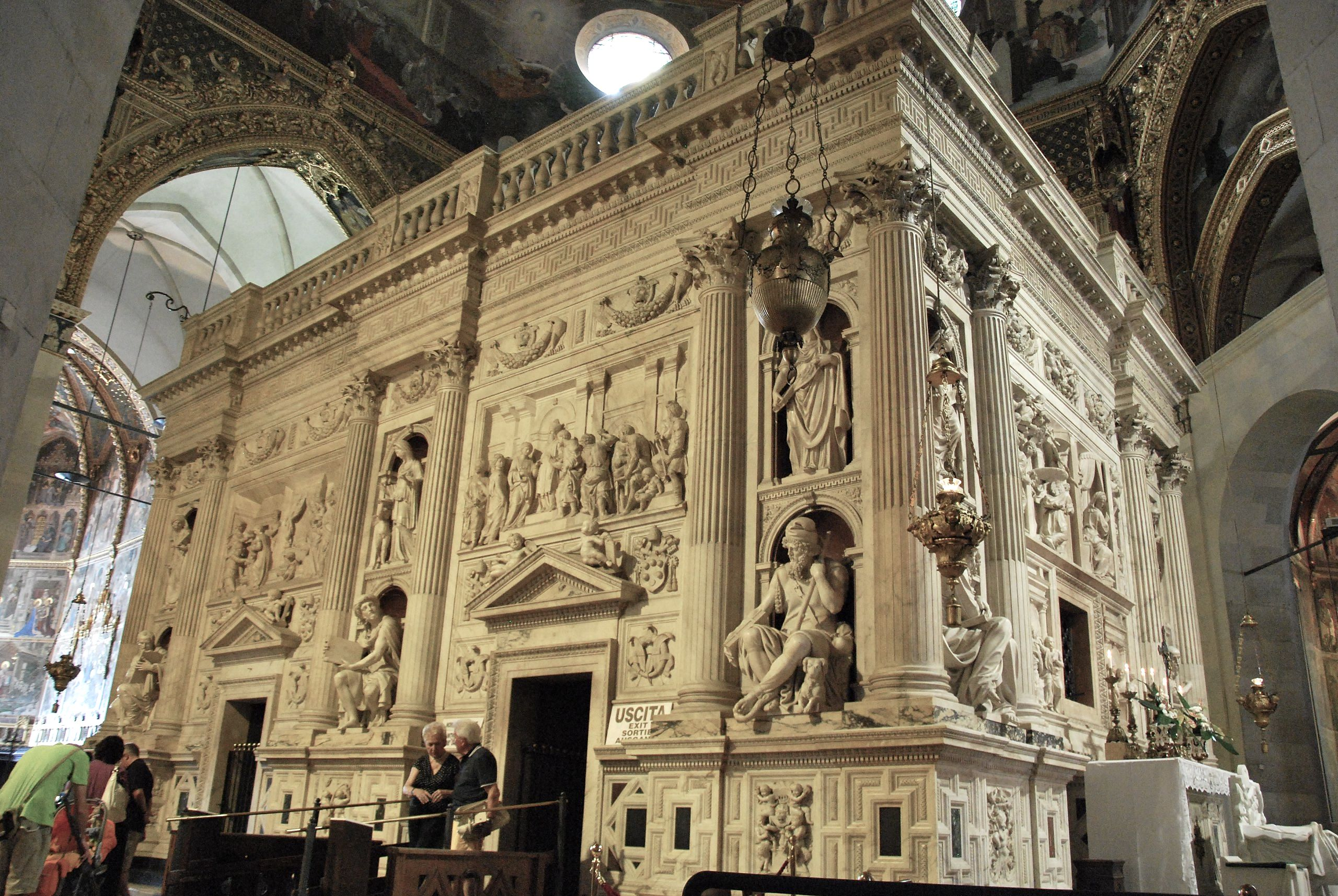
«Святой дом» в Лорето. 1513—1528